# 圣卡塔尔多教堂

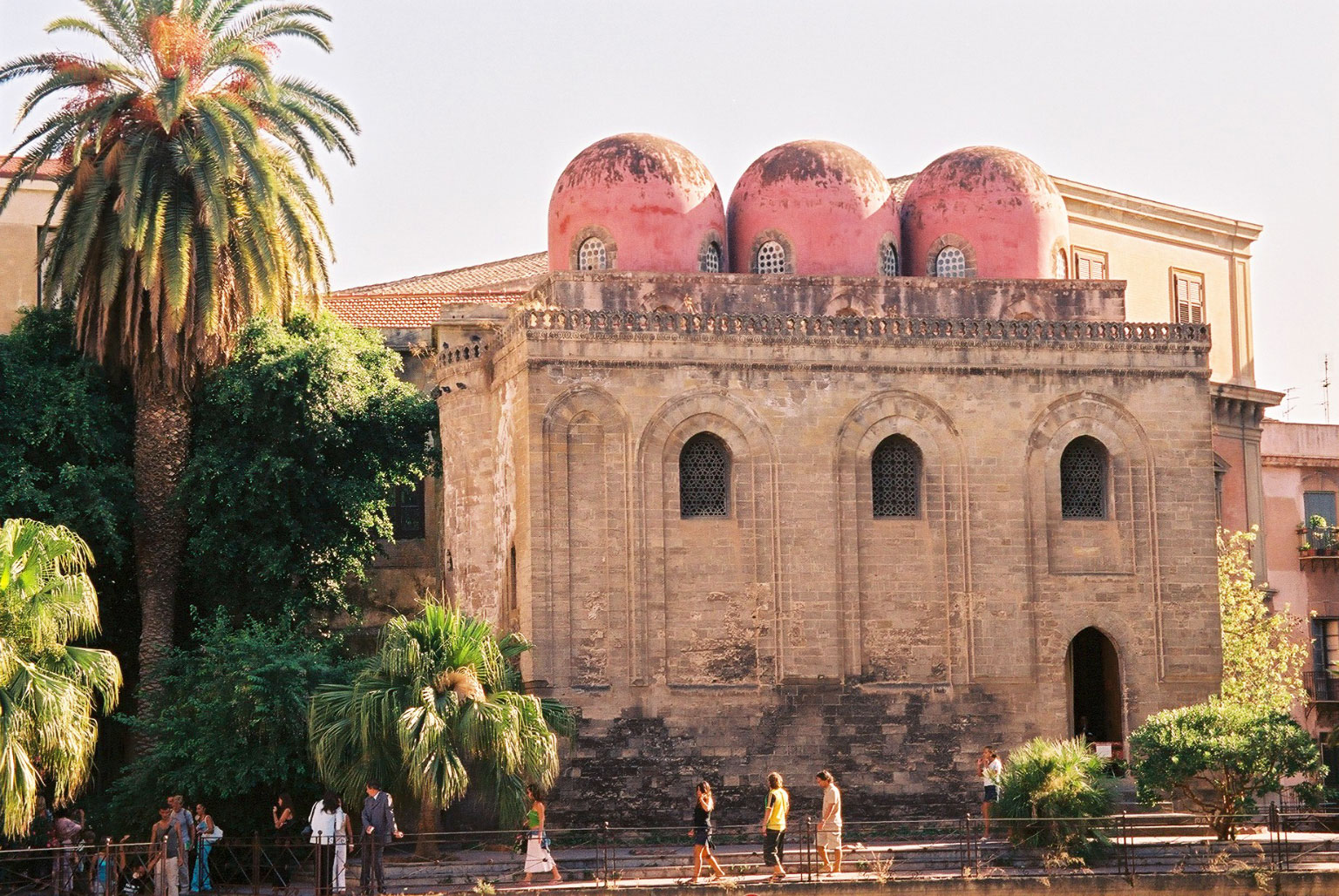
圣卡塔尔多教堂

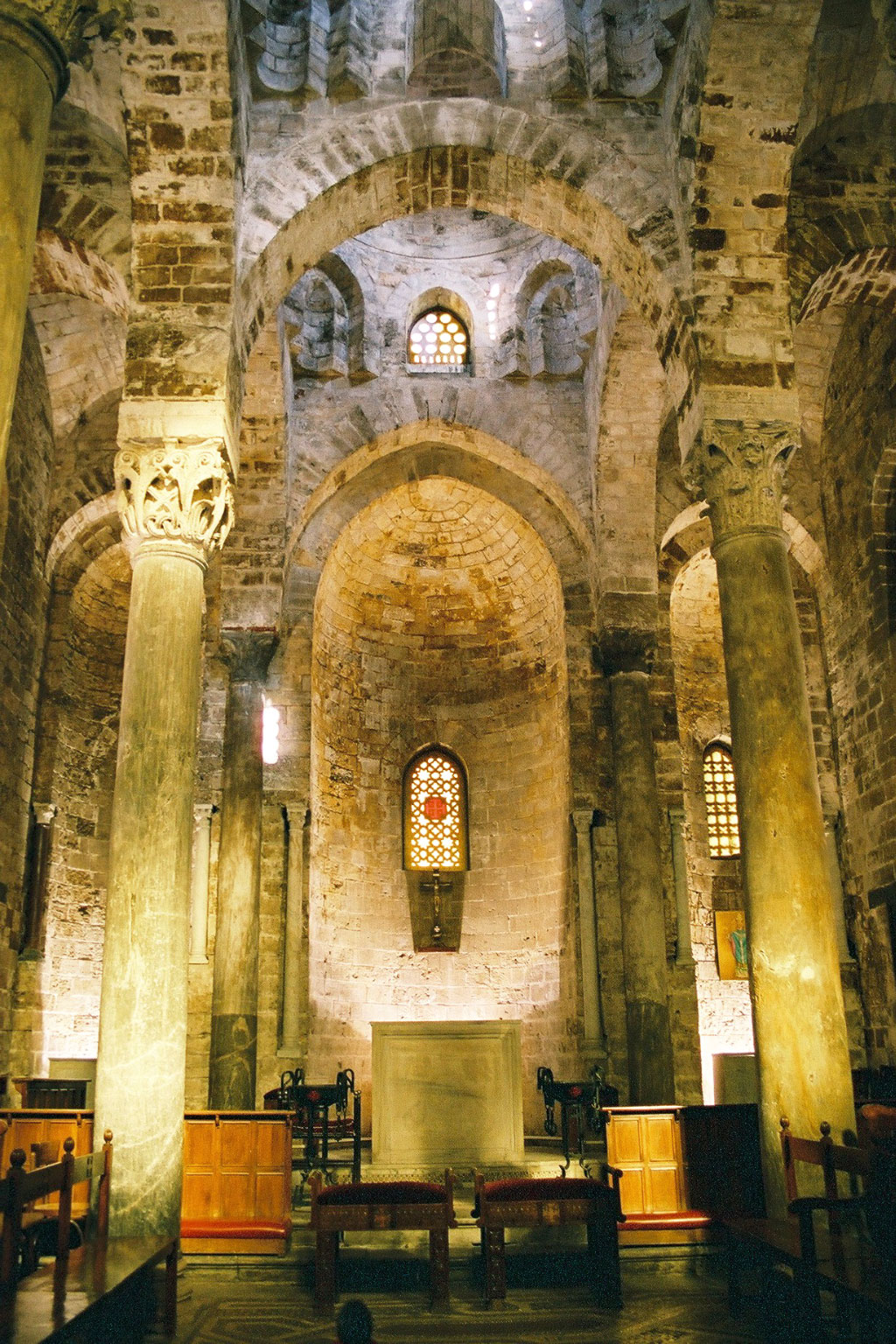
内部

圣卡塔尔多教堂（義大利語：Chiesa di San Cataldo）是西西里首府巴勒莫的一座教堂，位于贝利尼广场（Piazza Bellini），是典型的诺曼建筑。这座教堂毗邻海军元帅圣母教堂（Santa Maria dell'Ammiraglio）。
圣卡塔尔多教堂由巴里将军创建于1160年前后，在18世纪这座教堂曾用作邮局。在19世纪重新成为教堂，并改回原来的中世纪建筑风格。
圣卡塔尔多教堂为长方形平面，设有假拱，假拱的局部开窗。顶部设有三个独特的的红色圆顶，以及阿拉伯风格的城垛。